# Offlaga Disco Pax
Gli Offlaga Disco Pax sono un gruppo musicale italiano formatosi nel 2003 e scioltosi nel 2014, dopo la morte del bassista Enrico Fontanelli. Nel 2025 i due membri rimanenti del gruppo si sono riuniti per un tour, in occasione del ventennale del loro primo album.

## Origine del nome
Il nome deriva da un episodio legato al cantante Max Collini, il quale, persosi nella Bassa Bresciana in una sera dell'anno 2000, mentre andava a un concerto dei Diaframma (uno dei suoi gruppi preferiti) a Orzinuovi, giunse ad Offlaga, rimanendo tanto colpito dal nome del luogo – letto su un cartello stradale illuminato da un fulmine durante un temporale – da proporlo agli altri membri della formazione (Enrico Fontanelli e Daniele Carretti) tre anni dopo. Furono poi Enrico e Daniele ad aggiungere Disco Pax, titolo di una canzone dei Mumble, gruppo situazionista attivo negli anni '80 a Reggio nell'Emilia e formato tra gli altri da Arturo Bertoldi. Bertoldi è uno scrittore e poeta, amico di Collini, con il quale ha condiviso la militanza nella FGCI.

## Storia

### Esordi
Provenienti da Reggio Emilia, si definiscono un "collettivo neosensibilista contrario alla democrazia nei sentimenti". A tal proposito, Collini ha dichiarato: «La democrazia funziona sul principio del 50% + 1, ma nei rapporti sentimentali il 50% + 1 fa 2 perché si è in due, per cui il paradosso è che la democrazia è uno strumento inutilizzabile per dirimere qualunque questione sentimentale».
Il 14 settembre 2003 registrano a Roma un bootleg, in cui compare il brano Soap Opera, che verrà pubblicato solo nel 2015 nella ristampa in edizione limitata del primo album Socialismo tascabile.
Nel 2004, ancora da sconosciuti, il trio ha vinto il Rock Contest di Firenze, storica manifestazione musicale curata dall'emittente toscana Controradio. Con il singolo Robespierre si è aggiudicato il Premio Fandango "Miglior videoclip 2005" (per la regia de Ilpostodellefragole). Nel marzo dello stesso anno pubblicano il loro album d'esordio Socialismo tascabile (Prove tecniche di trasmissione), uscito per Santeria (distribuzione Audioglobe).
Il tour di promozione omonimo è durato ininterrottamente dal marzo 2005 a dicembre 2006. Nel 2006 sono stati anche inseriti in scaletta due nuovi brani, Cioccolato IACP e Sensibile, che vedono la loro comparsa nel successivo album del gruppo. Nel febbraio del 2006 inoltre il gruppo si è esibito a Legnano, di spalla ai britannici Piano Magic, utilizzando il nome CasioMagica.
Nel frattempo la band si aggiudica numerosi premi: oltre ai già citati, gli Offlaga sono "miglior gruppo indipendente" per il Meeting delle etichette indipendenti nel 2005; vincono il Premio Ciampi 2005 per il "miglior disco d'esordio", il premio Fuori dal Mucchio (promosso dalla rivista Il Mucchio Selvaggio) come "miglior esordio", il Premio Video Italiano come "miglior video" del 2005 (per Robespierre) e, per MTV Italia sono stati "Best New Act".
Nell'ottobre 2006 il gruppo pubblica Socialismo tascabile (Prove tecniche di trasmissione) nel formato doppio LP, grazie all'etichetta bolognese Unhip Records (distribuzione Audioglobe).

### Bachelite

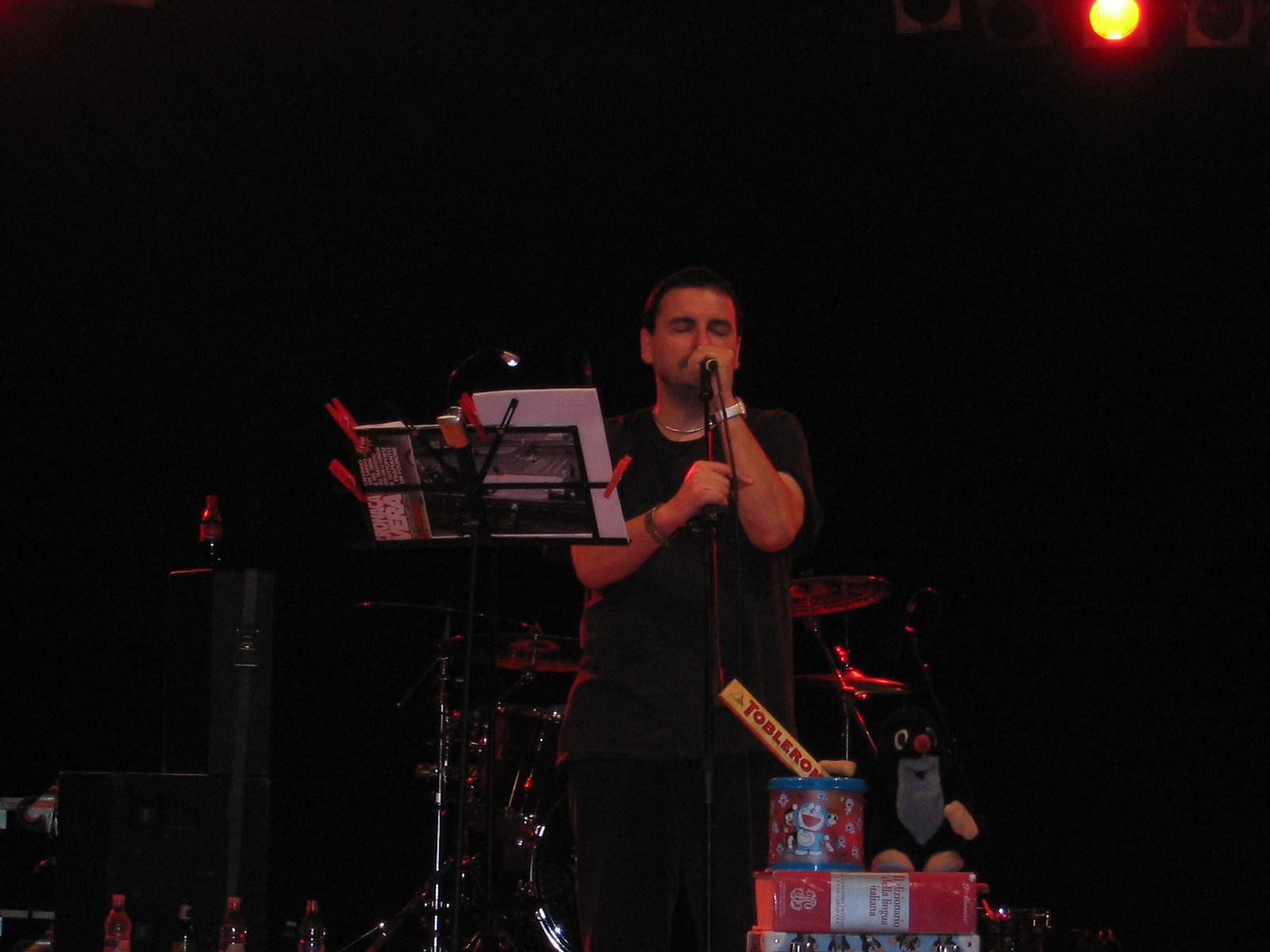
Il cantante Max Collini nel 2008

Nel 2006 iniziano a lavorare sul secondo album, Bachelite, uscito nel febbraio 2008, ancora per Santeria/Audioglobe. L'album viene diffuso anche in vinile su un doppio LP curato, come il precedente, da Unhip Records. Sono stati anche realizzati due videoclip, per i brani Ventrale e Onomastica. Jukka Reverberi dei Giardini di Mirò, gruppo con cui gli Offlaga Disco Pax sono legati da una solida amicizia, ha collaborato alle incisioni del disco e li ha accompagnati anche in alcune date dal vivo durante il secondo tour.
In occasione della realizzazione di questo disco, il regista Pierr Nosari ha girato il documentario OfflagaDiscoPax (rockumentary), presentato in diversi festival in tutta Italia.
Il tour promozionale del disco si avvale, in una decina di date, della collaborazione del trio d'archi parigino Ginko Narayana, e tocca eventi di rilievo come l'Italia Wave 2009 di Livorno, dove la band ha aperto l'esibizione di Kraftwerk ed Aphex Twin. Il tour si chiude a novembre 2009 dopo quasi cento concerti e cinque esibizioni in altrettanti grandi centri sociali occupati.
Nel 2009 viene pubblicato in tiratura limitata (500 copie) il singolo Onomastica che contiene, oltre alla versione originale dell'omonimo brano presente in Bachelite, anche la versione del videoclip della stessa traccia, riarrangiata con violoncello, viola e violino (rispettivamente suonati da Deborah Walker, Frantz Loirot, Silvia Tarozzi); vi è inoltre una versione riarrangiata con la stessa formazione agli archi di Cinnamon, canzone pubblicata nel primo album.
Il 25 aprile 2010 il gruppo si è esibito a Carpi, in provincia di Modena, al concerto Materiali resistenti nella piazza Martiri assieme a Giardini di Mirò, Tre Allegri Ragazzi Morti, Il Teatro degli Orrori e molti altri. Nell'occasione gli Offlaga Disco Pax hanno proposto una reinterpretazione di Allarme dei CCCP con ospite sul palco Massimo Zamboni (CCCP, CSI). Da questa esperienza viene pubblicata una compilation nella quale il gruppo è presente con un brano inedito: Isla Dawson, che racconta dei fatti accaduti sull'Isola Dawson.
Durante il Prototipo tour 2010, partito da Torino il 12 novembre 2010, viene commercializzato l'EP autoprodotto Prototipo Casio Odp 151, stampato in 500 copie numerate e venduto esclusivamente durante il tour stesso. Sono presenti sei tracce (Ventrale, Robespierre, Fermo, Lungimiranza, Tono metallico standard e Onomastica) reinterpretate a base di: Casio VL1, Casio MT 46/45, Casio MT 70, Casio SK 8, Casio Rapman.
Nel luglio 2011 in occasione del Traffic Festival di Torino il gruppo sonorizza il film muto I Mille, che intreccia lo sbarco dei Mille con una storia d'amore.
Anni dopo, il 14 dicembre 2013 il cantante Max Collini viene aggredito da Dario Parisini dei Disciplinatha nel backstage di un concerto dei Massimo Volume all'Estragon di Bologna, presumibilmente a causa di vecchie ruggini legate a un verso del brano Sensibile sulla vicenda Mambro/Fioravanti, che cita a sua volta il titolo di un album dei Disciplinatha.

### Gioco di società

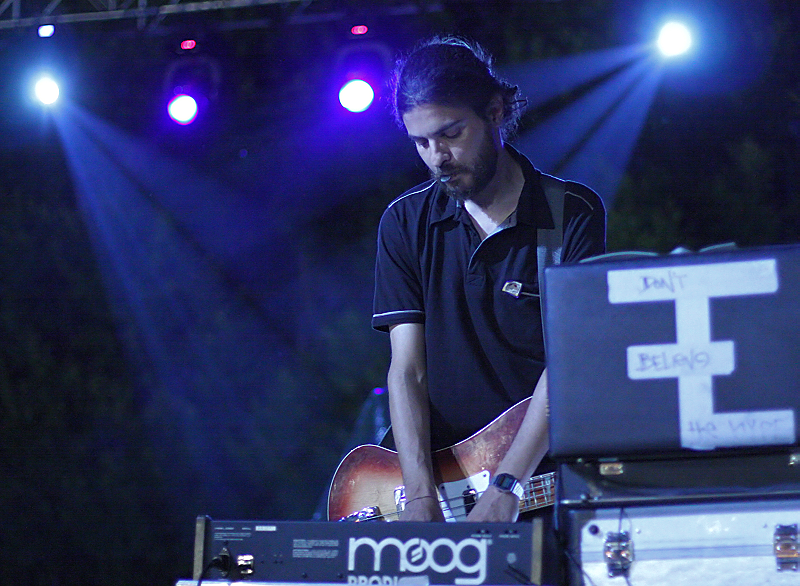
Il bassista Enrico Fontanelli nel 2009

Il 6 marzo 2012 esce il nuovo album Gioco di società, a cui seguirà nei mesi successivi un tour italiano con diverse date. Il disco, completamente autoprodotto, viene distribuito da Venus e viene reso disponibile in due versioni: CD + digipack e vinile. Viene seguito da un tour nei principali club italiani, curato come sempre da Cyc Promotions.
L'album, registrato nel novembre 2011 presso il Bunker di Rubiera da Andrea Rovacchi, si compone di 9 tracce (8 canzoni e un'introduzione) e viene concepito come un classico 33 giri (durata di 44 minuti circa). Vengono realizzati i videoclip dei brani Parlo da solo per la regia di Luca Lumaca, e Respinti all'uscio (regia del membro della band Enrico Fontanelli). Quest'ultimo brano racconta un concerto dei Police tenutosi il 3 aprile 1980 a Reggio Emilia, città d'origine del gruppo.

### La morte di Fontanelli, lo scioglimento e la reunion
Il 4 aprile 2014, tramite una comunicazione su Facebook, Max Collini e Daniele Carretti annunciano che Enrico Fontanelli, il bassista del gruppo, è deceduto in seguito ad una malattia. A fronte di ciò i due superstiti decidono di concludere l'esperienza della band.
Max Collini proseguirà poi la collaborazione avviata con Jukka Reverberi nel 2013 con il nome di Spartiti, mentre Daniele Carretti continuerà la carriera solista con lo pseudonimo Felpa.
Già dopo qualche mese dal decesso di Fontanelli nasce Ancora Festival, dedicato alla sua memoria e con l'intento di raccogliere fondi per il reparto di oncologia dell'Arcispedale Santa Maria Nuova di Reggio Emilia, durante il quale Collini e Carretti, assieme ad altri artisti del panorama locale, eseguono ancora i brani più famosi degli ODP.
A dicembre 2024 Collini e Carretti annunciano la reunion del gruppo in occasione di un tour per i vent'anni di Socialismo tascabile, nella primavera del 2025. Il gruppo sarà accompagnato,  sul palco, dal polistrumentista Mattia Ferrarini. Il tour partirà il 7 Marzo 2025 nel giorno del ventesimo compleanno dell’album Socialismo tascabile (Prove tecniche di trasmissione).

## Stile ed influenze
In Socialismo tascabile si trovano nove brani accomunati da basi musicali che ricordano la new wave degli anni ottanta su cui i testi non vengono cantati, bensì recitati, e un filo conduttore caratterizzato da un'"ideologia a bassa intensità", in cui racconti minimali sfiorano o si intrecciano con il tema del socialismo in varie sfaccettature: l'Emilia degli anni settanta, la Praga post-comunista, la storia della piazza Lenin di Cavriago. Per queste ragioni compaiono mentre suonano alcuni dei loro brani nel film-documentario Il sol dell'avvenire - in cui uno dei fondatori delle Brigate Rosse, Alberto Franceschini ritrova alcuni dei suoi vecchi compagni di Reggio Emilia - tratto dal libro Che cosa sono le BR di Giovanni Fasanella. In quel film inoltre uno degli ex-brigatisti dice (non si sa se ironicamente o no) che se le BR fossero riuscite veramente a fare un colpo di stato, a rovesciare il governo vigente in Italia in quel momento e ad instaurare il socialismo in Italia, il regime instaurato da Pol Pot con i Khmer rossi nella Kampuchea Democratica gli avrebbe fatto un baffo. Max è anche uno dei personaggi intervistati nel documentario Finché l'Emilia va, che racconta il cambiamento dell'Emilia "rossa" dopo lo scioglimento del PCI.
Non manca, all'inizio di un brano (Cinnamon, che si propone di narrare la storia vista attraverso le gomme da masticare), una citazione sonora dei CCCP - Fedeli alla linea (Allarme). Proprio ai CCCP il gruppo deve molto ma, pur affrontando lo stesso tema, non lo fa con l'aggressività di Giovanni Lindo Ferretti o di chi crede in un ideale da costruire, ma piuttosto con la rassegnazione ("C'hanno davvero preso tutto!") di chi ammette di non esser riuscito nei suoi intenti. Evidenti quindi le influenze di colossi del synthpop anni '80 quali i Depeche Mode (il cantante cita in una canzone il fatto di indossare una loro maglietta fuori da una discoteca a Praga) ed i Soft Cell. Inoltre, nella loro musica sono presenti numerosi elementi di electroclash, un sottogenere dello stesso synthpop in cui viene fatto un ampio uso di sintetizzatori e drum machine; oltre ai CCCP, sono stati appaiati ad altri gruppi quali Kraftwerk, New Order, Suicide, Joy Division, o i Cocteau Twins; appaiono evidenti le analogie compositive e lo stile tipico sul palco del shoegaze (denominato così proprio per la tendenza degli artisti a guardarsi le scarpe, in realtà dovuta alla necessità pratica di controllare gli effetti sulle chitarre).

## Controversie
Un loro concerto a Parma nel 2006 fu cancellato a seguito di minacce ricevute dai gestori dei locali da parte di ultras del Parma. Tutto nacque da una citazione di una scritta fatta con lo spray su un viale della città di Reggio Emilia ad opera dei tifosi della Reggiana contro i rivali ducali contenuta nella canzone Robespierre («Una scritta degli ultras della Reggiana dopo il raid aereo americano su Tripoli negli anni ottanta, diceva: "Grazie Reagan, bombardaci Parma"»). Il concerto venne poi recuperato un mese dopo senza alcun problema. La scritta citata nel brano risale al 1986.

## Formazione

### Attuale
- Max Collini - voce (2003-2014; 2024-presente)
- Daniele Carretti - chitarra, basso (2003-2014; 2024-presente)

### Ex componenti
- Enrico Fontanelli - basso, tastiere (2003-2014)

### Turnisti
- Mattia Ferrarini - basso, tastiere (2024-presente)

## Discografia

### Album in studio
- 2005 – Socialismo tascabile (Prove tecniche di trasmissione)
- 2008 – Bachelite
- 2012 – Gioco di società

### EP
- 2009 – Onomastica Odp 147
- 2010 – Prototipo Casio Odp 151

### Singoli
- 2005 – Robespierre
- 2007 – Ventrale
- 2008 – Onomastica

### Partecipazioni
- 2010 – AA.VV., Materiali resistenti, con il brano Isla Dawson

## Videografia

### DVD
- 2009 – OfflagaDiscoPax (produzione L@ società sintetica)

### Videoclip
- 2005 – Robespierre (regia di Marco Molinelli–Postodellefragole)
- 2009 – Ventrale (regia di Luca Lumaca)
- 2009 – Onomastica (regia di Marco Molinelli–Postodellefragole)
- 2012 – Parlo da Solo (regia di Luca Lumaca)
- 2013 – Respinti all'uscio (regia di Enrico Fontanelli)